# Jukebox

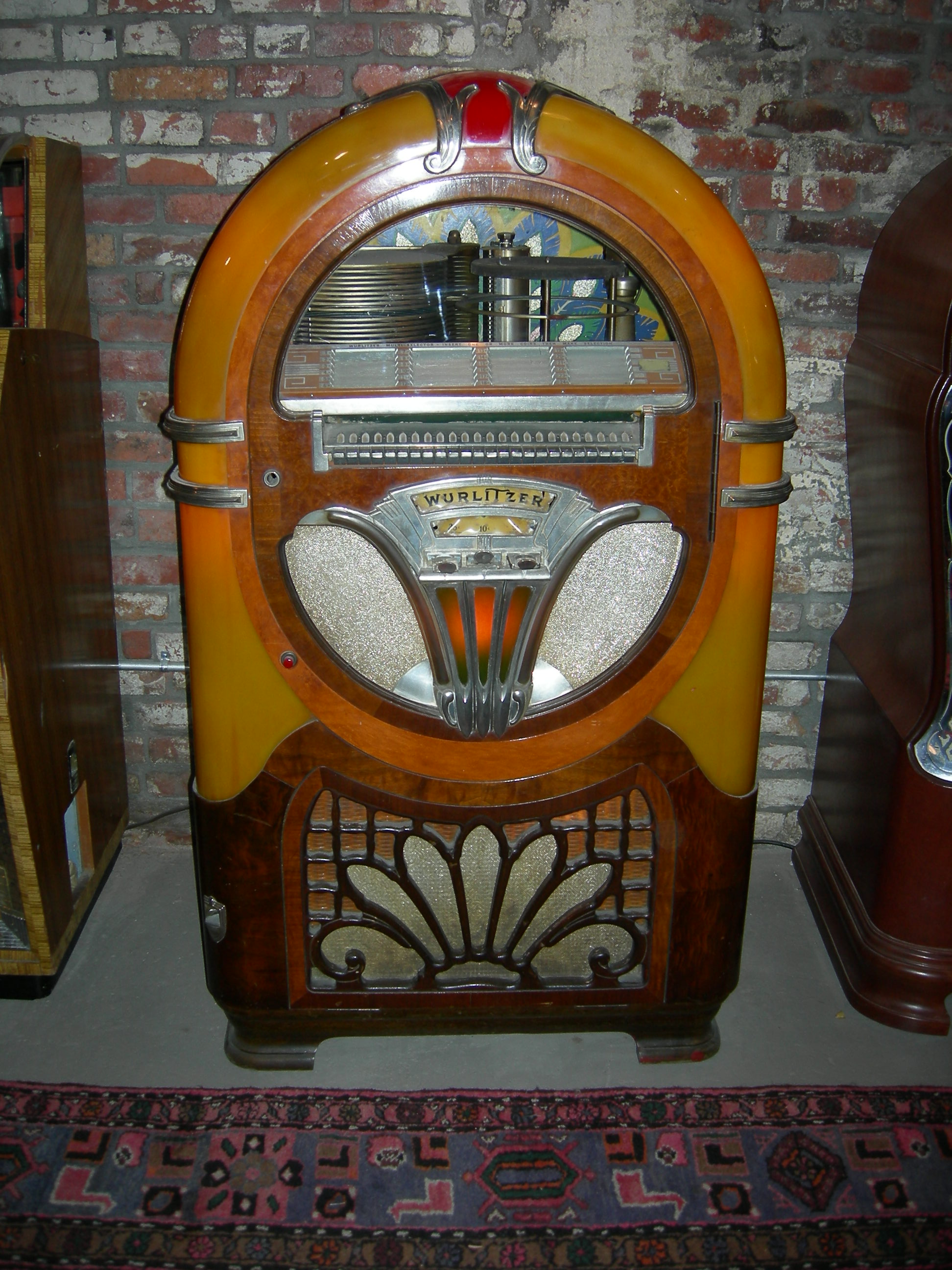
Jukebox

Jukebox je zařízení na přehrávání hudby, dnes už převážně využívající systém MP3 ve spojení s počítačem. Existuje několik podob samotného jukeboxu, k nejznámějším patří tzv. klasické, které mají okolo 150 cm na výšku a 60 cm na šířku. Trendem poslední doby je i nástěnný, který se hodí do menších prostor. Díky moderní technice a počítačům, které nahradily CD disky, pojme takovýto jukebox přes 30 000 písniček a zhruba 4000 interpretů, průměrná velikost disků v jukeboxech je 200–400 GB. Tento obsah je víceméně stejný ve všech jukeboxech vzhledem ke stejnému zdroji, odkud data pocházejí (shromažďuje speciální club vlastníků CD pod dohledem sdružení OSA a Intergram).
Pojmem jukebox se používá také pro software poskytující přehrávání sbírky elektronických písniček. Může se jednat o desktopovou aplikaci zpřístupňující multimédia uložená na daném počítači nebo webovou stránku, která přehrává soubory zveřejněné na internetu.